# Tigridia huyanae
Tigridia huyanae är en irisväxtart som först beskrevs av James Francis Macbride, och fick sitt nu gällande namn av Pierfelice Ravenna. Tigridia huyanae ingår i släktet Tigridia och familjen irisväxter. Inga underarter finns listade i Catalogue of Life.